# Who Wants to Be a Millionaire (concurso estadounidense)
Who Wants to Be a Millionaire (también denominado por algunos como simplemente Millionaire) es un concurso de televisión estadounidense basado en el programa británico con el mismo título, que ofrece un premio máximo de $1.000.000 por responder correctamente a una serie de preguntas de selección múltiple. Originalmente, al igual que en la versión del Reino Unido, se les obligan a los concursantes correctamente responder a quince preguntas de dificultad creciente, pero en 2010, el formato fue modificado para que a los concursantes se les presentan ahora catorce preguntas de dificultad aleatoria. El programa sigue el permiso general de su contraparte original en el Reino Unido, y es uno de muchos variantes internacionales en la franquicia ¿Quién quiere ser millonario?.
La versión original del programa fue emitido por la ABC desde el 16 de agosto de 1999 hasta el 27 de junio de 2002, y fue presentada por Regis Philbin. La versión actual sindicalizada del programa comenzó a transmitirse el 16 de septiembre de 2002, y fue presentada por Meredith Vieira para el 16 de septiembre de 2002 hasta el mayo de 2013. La versión sindicalizada fue cancelada en el 17 de mayo de 2019 después de 17 temporadas; el episodio final de la versión sindicalizada sería transmitido en el 31 de mayo de 2019 después de una total de diecisiete temporadas. El 8 de enero de 2020, siete meses después de la cancelación de la versión sindicalizada, ABC anunció una 21ª temporada del programa que consistiría de ocho episodios. Esta temporada, que sería presentado por Jimmy Kimmel y tendrían celebridades, se estrenaría el 8 de abril de 2020.

## Historia

### ABC
La decisión de introducir Who Wants to Be a Millionaire a los Estados Unidos se hecha por Michael Davies, quien previamente había creada tales concursos como Debt para Lifetime y Win Ben Stein's Money para Comedy Central. Entonces, la American Broadcasting Company (ABC) estaba en el último puesto en índices de audiencias entre las cadenas de televisión estadounidenses, y Davies decidió que un concurso en horario central fue exactamente lo que la cadena necesitaba para ser salvado de un derrumbe potencial. Recibió un paquete de FedEx conteniendo una copia del primer episodio de la versión británica de Millionaire, y quedó tan cautivado por el programa que eligió considerar la idea de introducir el concurso exitoso a los Estados Unidos.
Cuando Davies presentó sus ideas para la versión estadounidense de Millionaire a la ABC, la cadena inicialmente las rechazó, y por tanto, renunció su posición allí y llegó a ser un productor independiente. Davies decidió que estaba apostando su carrera entera en la producción de ese programa, y su primer plan fue adjuntar un presentador famoso a la versión estadounidense de Millionaire. Varios personalidades se consideraron para posiciones como presentador en el programa, tales como Bob Costas, Phil Donahue, y Peter Jennings, antes de que el título de presentador para la versión estadounidense de Millionaire finalmente se le dio a Regis Philbin, entonces el presentador de un programa matinal de entrevistas. Cuando Davies se acercó a la ABC otra vez después de contratar a Philbin, la cadena aceptó sus ideas para la versión estadounidense de Millionaire, y producción de los episodios iniciales del programa estaba listo para comenzar.
Así, la versión estadounidense de Millionaire se estrenó por la ABC el 16 de agosto de 1999, como un programa de hora completa en horario central. La versión de ABC, cuyos episodios se emitieron sólo un día después de sus grabaciones en la ciudad de Nueva York, llegó a ser explosivamente popular en 2000 y, en su apogeo, estaba siendo emitida por la ABC en horario central cinco noches por semana. El programa fue tan popular que las cadenas rivales de la ABC crearon o reencarnaron sus propios concursos (por ejemplo, Greed, Twenty One, etc.), e importaron diversas programas de Gran Bretaña y Australia a los Estados Unidos (incluyendo Winning Lines, The Weakest Link, y It's Your Chance of a Lifetime).

#### Indíces de audiencia
La versión nocturna llamó inicialmente un máximo de 30 millones de espectadores al día tres veces por semana, un número inaudito en la televisión moderna. En la temporada 1999-2000, promedió #1 en los índices contra todos los otros programas de televisión, con 28.848.000 espectadores. En la siguiente temporada (2000-2001), tres noches de los cinco episodios semanales aparecieron en el listado de los 10 mejores programas de TV. Sin embargo, las audiencias de la serie comenzó a caer durante la temporada 2000-2001, y por el inicio de la temporada 2001-2002, las audiencias eran sólo una fracción de lo que habían sido antes de un año. La dependencia de ABC en la popularidad de Millionaire le causó a la cadena caer rápidamente de su lugar antiguo como la cadena más visto en la nación.
El programa fue inmensamente popular porque alguien originalmente podían acogerse al programa al competir en un concurso de teléfono con participantes potenciales en todo el país, marcando un número de teléfono gratuito y respondiendo a tres preguntas que pidieron la orden correcto de una serie de objetos o acontecimientos. Las llamadores tuvieron diez segundos para introducir el orden en un teclado, y una respuesta incorrecta terminó el juego/llamada. Los 10.000-20.000 candidatos quienes respondieron a las tres preguntas correctamente fueron seleccionados en un sorteo aleatorio con aproximadamente 300 concursantes compitiendo para diez lugares en el programa mediante el mismo método cuestionario de teléfono. Los alojamientos para concursantes quienes vivieron fuera de la ciudad de Nueva York incluyeron pasajes aéreos de ida y vuelta (u otros medios de transporte) y alojamientos de hotel.
ABC ha ocasionalmente revivió el programa para eventos especiales, incluyendo Who Wants to Be a Super Millionaire en 2004, que levantó el premio máximo a $10,000,000, y otro evento en 2009, que celebró el décimo aniversario del programa.

### Sindicación
En 2001, se propuso que una versión nueva de Millionaire sería desarrollada para sindicación diurna. Inicialmente Rosie O'Donnell se eligió para presentar esta edición nueva, pero casi inmediatamente rechazó esa oportunidad, y la posición eventualmente se dio a Meredith Vieira, quien comenzó presentar la versión sindicalizada cuando debutó el 16 de septiembre de 2002. La versión sindicalizada inicialmente se propuso y desarrolló bajo la asunción que la versión de horario central todavía sería emitida por la ABC, pero esa versión fue cancelada antes de que la versión sindicalizada se estrenó.
Cuando Millionaire fue honrado por GSN como parte de su programa especial Gameshow Hall of Fame, Vieira explicó su motivación para presentar la versión sindicalizada de Millionaire como sigue:

Decidí presentar el programa porque me enamoré con el programa, y realmente, sobre todo, como una madre, siento que no existan muchos programas en la televisión que se pueden ver por las familias. Cuando Michael Davies se acercó a mí y dijo, «¿Estaría usted interesado en presentar la versión sindicalizada?», le dije: «¡Sólo me ofrece el contrato! ¡Soy listo para hacerlo!»

Los episodios de la versión sindicada de Millionaire tienen aproximadamente 22–26 minutos de duración (sin incluir los comerciales). También, la versión sindicalizada no tiene una pregunta preliminar de Fastest Finger («Dedo más rápido»); en vez de esto, Vieira llama cada concursante nuevo al escenario después de que el juego del concursante anterior termina.
Concursantes potenciales, en función de pruebas de viaje o audiciones celebradas en el estudio de ABC en Nueva York, se les obligan pasar una prueba electrónicamente anotado que comprende treinta hasta cuarenta preguntas. Los concursantes quienes superan la prueba de conocimiento general son entrevistados por el personal de producción, y los quienes impresionan al personal de producción más tarde se enviaron una tarjeta postal por correo, indicando que están en un grupo de concursantes potenciales, quienes por la discreción de los productores se envían a Nueva York para sus grabaciones.
Desde su incepción, la edición sindicalizada se ha distribuida por Disney-ABC Domestic Television (originalmente conocida como Buena Vista Television), una unidad de la ABC. Retuvo su asociación con Disney aún después de que la empresa productora, 2waytraffic, se compró por Sony Pictures Entertainment en 2008. Además, el titular de los derechos de autor al programa, Valleycrest Productions, Ltd., pertenece a DADT, y así también tiene Disney para su empresa matriz última.
Vieira ha ganada dos Premios Daytime Emmy en la categoría de Mejor Presentador de Concurso para sus deberes de presentación en la versión sindicalizada de Millionaire (uno en 2005, el otro en 2009).

#### Presentadores invitados
Desde 2007 hasta 2011, cuando Vieira presentó Today, presentadores invitados aparecieron en la segunda mitad de cada temporada de la versión sindicalizada. Los presentadores invitados incluyeron Al Roker, Tom Bergeron, Tim Vincent, Dave Price, Billy Bush, Leeza Gibbons, Cat Deeley, Samantha Harris, Shaun Robinson, Steve Harvey, John Henson, Sherri Shepherd, Tim Gunn, D.L. Hughley, e incluso Philbin, cuyos episodios como presentador invitado se emitieron fuera de orden en 2009 para coincidir con una cirugía para el reemplazo de su cadera. Casi ningunos de los concursantes en esos episodios fueron transferidos a la semana siguiente.

### Productores y directores
Los productores ejecutivos para la versión nocturna fueron Michael Davies y Paul Smith; el último fue responsable para licenciar el programa en los Estados Unidos. Davies y Smith se convirtieron en los productores ejecutivos para la versión sindicalizada en 2002; Smith salió el programa después de la quinta temporada de ese versión, y Davies retiró después de la octava temporada. Leigh Hampton, que fue una productora asistente del programa en las primeras dos temporadas de ese versión, se convirtió en una productora ejecutivo adicional en 2004 y salió el programa en 2010. Como resultado, Rich Sirhop, un productor adicional del programa, fue promovido a la posición del productor ejecutivo del programa; él salió en 2014 para producir un programa de entrevistas sindicalizado con Meredith Viera y fue reemplazado por James Rowley.
El director de la versión nocturna del programa fue Mark Gentile; él fue un productor consultor de la versión sindicalizada para las primeras dos temporadas y luego se convirtió en el director de los concursos Duel (que se emitió en ABC desde el diciembre de 2007 hasta el julio de 2008) y Million Dollar Password (que se emitió en CBS desde el junio de 2008 hasta el junio de 2009). Matthew Cohen fue el director de la versión sindicalizada del programa de 2002 hasta 2008; él fue reemplazado por Rob George (desde 2010 hasta 2013) y Brian McAloon (en la temporada 2013–2014). Rich DiPirro, el director antiguo de The Price is Right se convirtió en el director del programa en 2014.

### GSN
GSN adquirió los derechos a la versión estadounidense de Who Wants to Be a Millionaire en 2003. La cadena inicialmente emitió sólo episodios de las tres temporadas de la versión original en horario central, pero más tarde, episodios adicionales fueron añadidos, incluyendo episodios de Super Millionaire, que se emitieron en GSN desde 2005 hasta 2007, y episodios de la primera temporada de la versión sindicalizada, que el canal emitieron desde 2008 hasta 2011.

## Reglas del concurso

### Ronda preliminar de "Fastest Finger"
En las versiones de ABC, diez concursantes compitieron por el derecho para jugar el juego principal en cada episodio. Los concursantes se presentaron con una pregunta y una lista de cuatro respuestas que debían ser puestas en un orden específico (por ejemplo, ordenando a cuatro acontecimientos históricos comenzando con la más reciente, ordenando el tamaño de cuatro animales comenzando por el más pequeño, etc.) Usando las teclas en sus podios, cada uno de los concursantes intentaron entrar en el orden correcto en el menor tiempo posible. Si el juego principal acabó y todavía había tiempo para otro juego, los concursantes restantes jugaron otra ronda "Fastest Finger" para tener una oportunidad para jugar el juego principal.
Aunque más de un participante puede suministrar el orden correcto, sólo el concursante que lo suministra en el tiempo más rápido avanzó al juego principal. En el caso de un empate por el primer lugar, los concursantes vinculados compitieron en otra ronda "Fastest Finger" para determinar quién iba a jugar. Si todos los participantes respondieron incorrectamente, la ronda se repitió con otra pregunta. La ronda "Fastest Finger" fue eliminado de la versión sindicada.

### Juego principal

#### Formato original (1999-2008, 2015-presente)
Una vez que un concursante estaba en la "Hot Seat", fue su objetivo de responder correctamente a 14 (hasta 2010, 15) preguntas consecutivos de selección múltiple con dificultad creciente de grupos de preguntas progresivamente más difíciles. Cada pregunta vale una cantidad especificada de dinero, en la mayoría de los formatos, las cantidades no son acumulativas.
Al responder correctamente a las preguntas quinta y décima, el concursante se garantiza como mínimo la cantidad de dinero de premio que se asocia a ese nivel ($5.000 y $50.000 respectivamente). Si el concursante da una respuesta incorrecta a alguna pregunta posterior, su juego se acaba y sus ganancias se reducirán hasta el último hito logrado. Si el concursante responde incorrectamente una pregunta antes de llegar a la quinta pregunta, se van con $1.000 (hasta 2010, nada). Sin embargo, el concursante tiene la opción de "alejarse" sin dar una respuesta después de haber sido presentado con una pregunta. En este caso, el juego termina y el concursante se concede la cantidad de dinero que el concursante ganó para una respuesta correcta anterior (por lo menos $2.000).

#### Formato de reloj (2008-2010)
Comenzando en 2008 y continuando hasta 2010, se introdujo un tiempo límite para cada pregunta. A los concursantes se les dio 15 segundos para las preguntas 1-5, 30 segundos para las preguntas 6-10, y 45 segundos para las preguntas 11-14. En la pregunta 15 se dieron 45 segundos más el tiempo no utilizado en las 14 preguntas previas. El uso de los comodines detenía temporalmente el reloj mientras estos se usaban. Si el reloj llegaba a cero antes de que un concursante podría proporcionar una respuesta definitiva, se veían obligados a irse con lo que había ganado en ese momento. Sin embargo, si un concursante había usado el comodín "Double Dip" y el tiempo se acababa antes de que diera una segunda respuesta, se consideraba que había proporcionado una respuesta incorrecta y perdía todas sus ganancias hasta el último hito logrado.
Cuando el formato de reloj fue aprobado, los gráficos fueron actualizados, y se introdujo un nuevo menú llamado el "Millionaire Menu", que mostraba las categorías de todas las preguntas. Las categorías eran reveladas al principio del juego y estaban siempre visibles para el concursante. Algunos de los niveles de premios también cambiaron en el inicio de la temporada 8; lo que entró en vigor después del fin del juego del concursante novena del renacimiento de la versión en horario estelar en 2009.

#### Formato de mezcla (2010-2015)
El formato fue revisado de nuevo para el principio de la novena temporada, el 13 de septiembre de 2010. En este nuevo formato, el reloj ha sido retirado, y el número de preguntas se ha reducido. En lugar de 15 preguntas consecutivas, ahora hay 14 preguntas distribuidas en dos rondas. Los jugadores tienen tres comodines en esta iteración: "Ask the Audience" y dos comodines de "Jump the Question."
Además, el plató ha sido significativamente rediseñado. El Hot Seat ha sido retirado, y como resultado, el presentador y el concursante ahora están en todo el juego. En el estudio se ha colocada una pantalla larga, que muestra las preguntas y otra información pertinente. Un nuevo paquete de música también ha sido introducido.

##### Primera ronda
En la primera ronda, hay diez preguntas, cada uno asignado uno de diez cantidades de dinero diferentes: $100, $500, $1.000, $2.000, $3.000, $5.000, $7.000, $10.000, $15.000, o $25.000. Los valores monetarios son luego aleatorizados; el concursante luego se muestra el orden original de dificultad para las diez preguntas, así como sus categorías, y estos están aleatorizados también. Esto significa que la dificultad de la pregunta no está vinculada a su valor; la pregunta más fácil puede valer tan poco como $100, o hasta $25.000. Los valores monetarios para cada pregunta permanecen ocultas hasta que un concursante responde correctamente a una pregunta o utiliza el comodín "Jump the Question."
En este formato, el valor de cada pregunta contestada correctamente se añade al banco del concursante (un máximo de $68.600). Un concursante que termine la ronda de éxito puede alejarse en cualquier momento posterior con todo el dinero en su banco, o puede alejarse antes de que la ronda se completa con la mitad de esa cantidad (por ejemplo, un competidor que en bancos $30.000 dejaría con $15.000). Los concursantes que dan una respuesta incorrecta en cualquier punto de la ronda de salir con $1.000.

##### Segunda ronda
Los últimos cuatro preguntas se juegan para valores establecidos ($100.000, $250.000, $500.000, y $1.000.000) y una respuesta correcta aumenta las ganancias del concursante a ese punto, como en los formatos anteriores. Un concursante puede irse con todo el dinero en su banco; una respuesta incorrecta cae el concursante a $50.000.
Como la primera ronda, no hay categorías para las preguntas en la segunda ronda, y los valores de las preguntas no son acumulativos.

##### Juego por la audiencia
En el caso de que un concursante sale y el tiempo se acaba, un miembro aleatorio de la audiencia se le da una oportunidad de ganar $1.000 para responder a la pregunta siguiente previsto para el concursante de la anterior. Independientemente del resultado, el miembro de la audiencia recibe una copia del videojuego de Millionaire para la consola Wii de Nintendo.

#### Estructura de pago
| Número de pregunta | Valor de pregunta | Valor de pregunta | Valor de pregunta | Valor de pregunta                                                                               | Valor de pregunta |
| Número de pregunta | 1999–2004; 2020   | 2004–2009         | 2009–2010         | 2010-2015                                                                                       | 2015-presente     |
| ------------------ | ----------------- | ----------------- | ----------------- | ----------------------------------------------------------------------------------------------- | ----------------- |
| 1                  | $100              | $100              | $500              | Valor aleatorio ($100, $500, $1.000, $2.000, $3.000, $5.000, $7.000, $10.000, $15.000, $25.000) | $500              |
| 2                  | $200              | $200              | $1.000            | Valor aleatorio ($100, $500, $1.000, $2.000, $3.000, $5.000, $7.000, $10.000, $15.000, $25.000) | $1.000            |
| 3                  | $300              | $300              | $2.000            | Valor aleatorio ($100, $500, $1.000, $2.000, $3.000, $5.000, $7.000, $10.000, $15.000, $25.000) | $2.000            |
| 4                  | $500              | $500              | $3.000            | Valor aleatorio ($100, $500, $1.000, $2.000, $3.000, $5.000, $7.000, $10.000, $15.000, $25.000) | $3.000            |
| 5                  | $1.000            | $1.000            | $5.000            | Valor aleatorio ($100, $500, $1.000, $2.000, $3.000, $5.000, $7.000, $10.000, $15.000, $25.000) | $5.000            |
| 6                  | $2.000            | $2.000            | $7.500            | Valor aleatorio ($100, $500, $1.000, $2.000, $3.000, $5.000, $7.000, $10.000, $15.000, $25.000) | $7.000            |
| 7                  | $4.000            | $4.000            | $10.000           | Valor aleatorio ($100, $500, $1.000, $2.000, $3.000, $5.000, $7.000, $10.000, $15.000, $25.000) | $10.000           |
| 8                  | $8.000            | $8.000            | $12.500           | Valor aleatorio ($100, $500, $1.000, $2.000, $3.000, $5.000, $7.000, $10.000, $15.000, $25.000) | $20.000           |
| 9                  | $16.000           | $16.000           | $15.000           | Valor aleatorio ($100, $500, $1.000, $2.000, $3.000, $5.000, $7.000, $10.000, $15.000, $25.000) | $30.000           |
| 10                 | $32.000           | $25.000           | $25.000           | Valor aleatorio ($100, $500, $1.000, $2.000, $3.000, $5.000, $7.000, $10.000, $15.000, $25.000) | $50.000           |
| 11                 | $64.000           | $50.000           | $50.000           | $100.000                                                                                        | $100.000          |
| 12                 | $125.000          | $100.000          | $100.000          | $250.000                                                                                        | $250.000          |
| 13                 | $250.000          | $250.000          | $250.000          | $500.000                                                                                        | $500.000          |
| 14                 | $500.000          | $500.000          | $500.000          | $1.000.000                                                                                      | $1.000.000        |
| 15                 | $1.000.000        | $1.000.000        | $1.000.000        |                                                                                                 |                   |

### Comodines
Los concursantes se les da una serie de comodines ("Lifelines" en inglés) para ayuda con preguntas difíciles. Se puede utilizar los comodines como se desee en una pregunta, pero cada comodín (con la excepción de "Jump the Question") sólo puede utilizarse una vez por juego. Tres comodines están disponibles desde el principio del juego. Dependiendo del formato del programa, comodines adicionales pueden estar disponibles después de que el concursante responde correctamente a la pregunta quinta o décima. En el formato de reloj, el reloj se congeló cuando un comodín estaba siendo utilizado y más tarde continuó desde donde se detuvo.

#### Comodines actuales
- Ask The Audience (1999-presente): Miembros de la audiencia usan pantallas táctiles para designar lo que creen que es la respuesta correcta. El porcentaje de la audiencia elegando cada opción específica se muestra al concursante. Ask the Audience es el único comodín restante del principio original del programa. El comodín "Ask The Audience" se amplió entre 2004 y 2006 para incluir a los usuarios de AOL Instant Messenger.[28] Los usuarios que deseen participar agregó el nombre de pantalla MillionaireIM a su lista de amigos y recibió un mensaje instantáneo cuando un concursante utilizó su comodín "Ask the Audience". El mensaje contenía las preguntas y cuatro respuestas posibles, y los usuarios de Internet envían respuestas con sus opciones. En los casos cuando el lado AIM del comodín no para trabajó, el concursante sólo fue capaz de confiar en la respuesta de la audiencia en el estudio.
- Plus 1 (2014-presente): El concursante puede contactar su socio en la audiencia para sugerir una respuesta correcta; el socio debe regresar a la audiencia después una respuesta correcta.
- 50/50 (1999-2008, 2015-presente): El ordenador elimina dos respuestas incorrectas, dejando una respuesta incorrecta y la respuesta correcta. Dependiendo del formato, las dos respuestas eliminadas son escogidas aleatoriamente o predeterminadas. En septiembre de 2008, "50/50" fue sustituido por "Double Dip."[24]

##### Comodines especiales
- Switch the Question/Cut the Question (2004-2008, 2014-presente para episodios especiales[24]): De 2004 a 2008, el concursante ganó la línea de vida en respuesta a la décima pregunta. De 2014 a presente, este comodín son disponible por el juego completo (pero solamente durante episodios especiales). El ordenador sustituye, a petición del concursante, una pregunta con otra del mismo valor monetario. Comodines utilizados en la pregunta original antes de la sustitución no son reintegrados.

#### Comodines retirados
- Jump the Question (2010-2015): Este comodín se puede utilizar dos veces en un solo juego. En cualquier momento antes de seleccionar una respuesta final, el concursante puede utilizar "Jump the Question" para pasar a la siguiente pregunta, a diferencia de "Switch the Question," "Jump the Question" se reduce el número de preguntas que un jugador debe responder correctamente. Si el concursante utiliza "Jump the Question" durante la primera ronda, el valor monetario para esa pregunta se ha perdido, y no se añade al banco del concursante. Si se utiliza en la primera ronda, el banco del concursante no se ve aumentada. Por ejemplo, un concursante que había $68,100 en su banco usó "Jump" en la pregunta de $100.000, en la pregunta de $250.000, que podría haber caminado con $68.100 (no $100.000 para responder a la pregunta anterior correctamente). "Jump the Question" no puede ser utilizado en la pregunta de $1.000.000. Si el comodín "Jump" iba a ser utilizado dos veces seguidas (es decir, saltarse los $250.000 y $500.000 preguntas) para llegar a la pregunta de $1.000.000, el concursante sólo gana $100.000 si iba a alejarse. Una respuesta incorrecta en la primera ronda reduciría las ganancias del concursante a $1.000, y la respuesta incorrecta en la segunda ronda se reducen las ganancias del concursante a $25.000.

- Phone a Friend (1999-2010): El concursante llamó a uno de hasta cinco amigos (tres después de septiembre de 2008), quienes le proporcionaron sus números de teléfono (y, desde septiembre de 2008, fotos de ellos mismos para ser mostrados en la pantalla) por adelantado. El concursante tuvo treinta segundos para leer la pregunta y las respuestas al amigo, que luego tuvo el tiempo restante para ofrecer la entrada. "Phone a Friend" se retiró temporalmente durante episodios de la versión sindicada con presentación de Regis Philbin en diciembre de 2009, y permanentemente a partir del 11 de enero de 2010. Los productores eliminaron el comodín porque consideraron que la tendencia creciente del uso de Internet por los amigos de los concursantes para ayudar a individuos injustamente privilegiados con acceso a ordenador en vez de los que no tuvieron acceso a ordenador, y mientras que no fue necesariamente una violación de las reglas del juego, era contraria a intención original del comodín por cuales amigos debieron proporcionar asistencia basada en lo que ya sabían.[29] "Double Dip" llegó a estar disponible desde el principio del juego (en lugar de después de la décima pregunta) a cambio de la eliminación de "Phone a Friend."

- Three Wise Men (2004): Utilizado sólo en Super Millionaire, este comodín permitió que el concursante pede un panel secuestrado, elegido por el patrocinador, lo que creó que fue la respuesta correcta. El panel, compuesto por tres personas, uno de ellos un ganador antiguo de $1.000.000 en el programa y al menos un ser mujer, tenía 30 segundos para seleccionar una respuesta, pero no era necesario llegar a un consenso; cada miembro del grupo se le permitió ofrecer una respuesta diferente.

- Double Dip (2004, 2008-2010): Utilizado originalmente en Super Millionaire, este comodín permitió que el concursante hace dos suposiciones para una pregunta. Sin embargo, una vez que el concursante confirmó su uso de este comodín, el concursante se comprometió a jugar la pregunta y no podía alejarse ni usar ningunos de sus comodines restantes. Este comodín estuviera disponible durante todo el juego (a diferencia de Super Millionaire, en el que solo estaba disponible después de que el concursante respondió correctamente a la pregunta décima). El reloj se congeló hasta que los concursantes dieron su primera respuesta, y se reanuda para la segunda respuesta, si la primera fue incorrecta. Una segunda respuesta incorrecta (o el fracaso para dar una segunda respuesta antes del vencimiento del reloj) terminó el partido y dejó caer las ganancias del concursante hasta el último hito logrado.[25] En Super Millionaire, en donde "Double Dip" estaba disponible con "50/50," era teóricamente posible que un concursante usó "50/50" y luego "Double Dip" para obtener la respuesta correcta por eliminación.

- Ask the Expert (2008-2010): Al igual que en el comodín "Three Wise Men" de Super Millionaire, este comodín permitió que el concursante llamó a un "experto" a través de una conexión de audio y vídeo en directo, patrocinado por Skype.[30] El experto puede ser alguien de una celebridad a una concursante anterior de Millionaire; expertos incluyeron Bill Nye, Ogi Ogas, Alan Thicke, Jay Thomas, y Ken Jennings. El comodín estaba originalmente disponible después de que el concursante respondió correctamente a la quinta pregunta, luego se trasladó al principio del juego después de que "Phone a Friend" se retiró. A diferencia de "Three Wise Men", no había límite de tiempo establecido, y el concursante y el experto se les permitió discutir la pregunta. Si un enlace de vídeo para el experto no estaba disponible, el experto se unió al programa a través del teléfono en su lugar.[25]

- Crystal Ball (2012-2014 para episodios especiales): Este comodín reveló el valor del dinero de una pregunta, pero fue disponible solamente en las primeras 10 preguntas en episodios especiales.

## Millonarios
Once concursantes han respondidos correctamente a sus últimas preguntas y ganados el primer premio (nueve en la versión de ABC, dos en la versión sindicada). Otros dos concursantes ganó $1.000.000 sin responder a la pregunta final: Robert "Bob-O" Essig en Super Millionaire, y Sam Murray en el "Tournament of Ten". Dos competidores, Ken Basin en 2009 y Josina Reves en 2013, respondieron a la pregunta del millón de dólares incorrectamente. Ken Basin perder $475,000, pero Josina Reaves perder solo $75,000 debido usar los dos Switch the Question comodines en los preguntas de $250,000 y $500,000. 

### ABC
Siete concursantes respondieron correctamente a las 15 preguntas y ganó el primer premio de $1.000.000 en la versión de ABC. Dos concursantes ganaron más que $1.000.000 durante un período en el que el primer premio creció en $10,000 por cada concursante que no respondió a la pregunta final. Un concursante décimo, Robert Essig, ganó $1.000.000 después de responder a la pregunta duodécimo en la serie original de episodios de Super Millionaire, pero no llegó a la última pregunta por $10.000.000.
- John Carpenter (19 de noviembre de 1999)

- Dan Blonsky (18 de enero de 2000)

- Joe Trela (23 de marzo de 2000)

- Bob House (13 de junio de 2000)

- Kim Hunt (6 de julio de 2000)

- David Goodman (11 de julio de 2000)

- Kevin Olmstead (10 de abril de 2001; el jackpot fue $2.180.000)[31]

- Bernie Cullen (15 de abril de 2001)

- Ed Toutant (7 de septiembre de 2001; el jackpot fue $1.860.000)[32]

- Robert Essig (23 de febrero de 2004, respondió correctamente a 12 preguntas en Super Millionaire)

### Sindicación
Dos concursantes de la versión sindicada han respondidos correctamente a las 15 preguntas y ganados el primer premio de $1.000.000. Durante el "Million Dollar Tournament of Ten," Sam Murray, que había previamente suministrado respuestas correctas para once preguntas, arriesgó sus ganancias en una pregunta especial de $1.000.000.
- Kevin Smith (18 de febrero de 2003)[34]

- Nancy Christy (8 de mayo de 2003)[34]

- Sam Murray (11 de noviembre de 2009; fue el único concursante que respondió correctamente a su pregunta en el "Million Dollar Tournament of Ten")